# Dominik Finkes
Dominik Finkes (* 21. Jänner 1821 in Höbersbrunn; † 2. September 1889 in Wien) war ein österreichischer Lehrer, Chorleiter und Komponist.

## Leben
Finkes wurde in dem kleinen Weinviertler Ort Höbersbrunn geboren, welcher heute zur Marktgemeinde Gaweinstal gehört. 1822 erhielt sein Vater, ein Schullehrer, eine Stelle als Lehrer und Chorleiter an der Wiener Pfarrschule St. Ägyd, weshalb Dominik in Gumpendorf aufwuchs (heute 6. Wiener Gemeindebezirk, Mariahilf). Die musikalische Ausbildung erhielt er von seinem Vater, in weiterer Folge studierte er bei Ignaz von Seyfried, Simon Sechter und Joseph von Blumenthal. Bereits als 19-Jähriger wurde er in der Wiener Wochenzeitschrift Allgemeiner musikalischer Anzeiger lobend erwähnt. 1840 absolvierte er die Lehrerbildungsanstalt und war fortan bis zu seinem Ableben Lehrer an derselben Schule wie sein Vater. Diesem folgte er auch als Chorleiter nach. In den Jahren von 1854 bis 1865 gab er darüber hinaus an der Gumpendorfer Realschule Gesangsunterricht.

## Werke (Auszug)
- Wer Gott vertraut, hat wohl gebaut, 1843[3]
- Die Auferstehung Christi, Oratorium
- Maria, Oratorium
- Das Erntefest, Kantate
- Das gerächte Israel, Kantate
- Tisiphonens Erdenfahrt, Zauberspiel
- darüber hinaus zahlreiche Messen, Requien, kleinere Kirchenkompositionen, Chöre und Lieder.